# Orientalisk platan
Orientalisk platan (Platanus orientalis) är en platanväxtart som beskrevs av Carl von Linné. Den orientaliska platanen är ett livskraftigt träd ingår i släktet plataner, och familjen platanväxter. Inga underarter finns listade i Catalogue of Life.
Trädet når en höjd av 30 meter. Liksom andra plataner tappar den större skivor av barken. De 15 till 30 cm långa bladen är femflikiga. Den klotrunda frökapseln har en diameter av cirka 3 cm.
Arten förekommer från östra Medelhavsområdet (Italien, Grekland, Bulgarien) över Mellanöstern och Kaukasus till Pakistan och Indien. Den växer i låglandet och i bergstrakter upp till 1500 meter över havet. Platanus orientalis ingår i galleriskogar och i lövskogar i dalgångar. Den föredrar fuktiga landskap.
Liksom den vanliga platanen planteras arten ofta som gatuträd. Träet förarbetas av snickare och det brukas som pappersmassa. I Iran har barken olika användningsområden inom den traditionella medicinen.
Beståndet i Europa hotas av landskapsförändringar. Dessutom skadas trädet av svampen Ceratocystis platani. Hela populationens storlek är inte känd men den minskar. IUCN listar arten med kunskapsbrist (DD).